# Díptico de Filipe de Croÿ com a Virgem e o Menino
O Díptico de Filipe de Croÿ com a Virgem e o Menino consiste num par de pequenas pinturas sobre madeira de carvalho pintadas c. 1460 pelo pintor flamengo Rogier van der Weyden. Enquanto a autoria e a data de ambos os trabalhos sejam conhecidos, não há a certeza de terem sido criadas como as alas de um díptico devocional, e de que, algures no tempo, os painéis se tenham separado. Um painel díptico com uma descrição semelhante do painel de Maria, foi registado num inventário de 1629 de pinturas propriedade de Alexandre d'Arenberg, um descendente de Filipe I de Croÿ (1435–1511). Ambos os painéis foram datados de 1460, e encontram-se emAntuérpia e San Marino, na Califórnia, respectivamente. O reverso do retrato de Croÿ tem o brasão da família inscrito e o título usado por Filipe entre 1454 e 1461.
O painel da direita retrata Filipe I de Croÿ, camareiro-mor de Filipe, o Bom e conde de Chimay, desde 1472 até à sua morte, possivelmente em batalha, em 1482. De Croÿ teria 25 anos de idade quando foi retratado, e o estilo do seu corte de cabelo tem servido de base para a datação da pintura. O painel da esquerda, actualmente em San Marino, mostra a Virgem e o Menino num plano de fundo dourado, pintado ao estilo da iconográfico bizantino.
Van der Weyden dá ao painel da Virgem um significado de aparição sobrenatural a Filipe, através do fundo dourado, que contrasta com o painel de Croÿ, mais escuro e vulgar. O artista também estabelece uma ligação entre o humano e o divino pela forma lúdica dada a Cristo. Tal como em outros dípticos da mãe e filho de van der Weyden, a criança olha para o contratante, enquanto lhe dirige a mão, quase para além do limite do painel da direita, como se quisesse manter contacto com Filipe à esquerda. A historiadora de arte Martha Wolff sugere que este gesto tem por objectivo prolongar a ligação ao observador que se encontra em oração, junto do díptico -como de Croÿ- perante a mãe e o filho.